# Каменный век в Польше
Каменный век на территории Польши — эпоха, охватывающая период времени до начала использования человеком металлов в пределах современного польского государства. Её можно разделить на три основных этапа: палеолит, мезолит и неолит.

## Палеолит
Первые следы проживания человека на территории Польши обнаружены в южной её части в отложениях третьего ледникового периода. Этот тип людей называют неандертальцами. Несмотря на очень медленный темп развития человек раннего палеолита достиг некоторых результатов в обработке камня. Люди научились изготавливать из камня ножи, наконечники для копий, скребки и другие орудия труда, обрабатывать кость и дерево. На одной из стоянок этого периода обнаружены артефакты, указывающие на то, что это место использовалось как стоянка также и в другие в более поздние периоды.

## Мезолит
Средний каменный век — мезолит — продолжался с XV—XII по VI—V тысячелетия до нашей эры. В описываемое время ледниковый период завершился, человек стал жить на одном месте, климат стал лучше, помимо охоты люди занимались собирательством. В Польше было обнаружено 6 древних стоянок охотников-собирателей этого периода. Были изобретены лук и стрелы, охота древнего человека вышла на новый уровень, орудия из кости стали более острыми благодаря вставленным пластинам из кремня. Появились орудия для обработки дерева, человеку стало легче ловить рыбу. Камень уже добывался, а не просто подбирался с поверхности земли как во время палеолита. Некоторые племена в это время уже начали заниматься животноводством, в быту начала использоваться глиняная посуда.

## Неолит
Новый каменный век в Польше охватывает период с III по частично II тысячелетия до нашей эры. Улучшение экономического положения человека за счёт развития скотоводства и появления примитивного земледелия. Это связывается с появлением на территории Польши племён с культурой ленточной керамики, которые пришли сюда со Среднего Дуная через Моравские ворота.
Человек научился полировать и сверлить камень, за счёт этого инструменты стали более прочными, появились плотно насаженные на черенок каменные топоры, тесла, мотыги и другие орудия. В местах богатые сырьём начали возникать мастерские, где добывался камень (нефрит, серпентин) и изготавливались орудия. Например, такие мастерские возникали в Силезии, продукция, изготовленная тут проникала в различные области.